# Han som klara' boven
Han som klara' boven är en svensk kortfilm från 1908 med foto och regi av Oscar Söderholm. Den hade premiär först 22 mars 1935 på grund av att den av filmteamet ansågs vara så misslyckad.

## Handling
En tiggare rånar en man genom att slå honom till marken med en påk. Tiggaren blir till sist fångad av en hund.

## Rollista
- Sven Lordén – offret
- Olof Ringdahl	– boven
- Frans G. Wiberg – hundägaren, även kallad "detektiven"

### Fotnoter
1. 1 2  ”Han som klara' boven”. Svensk Filmdatabas. http://sfi.se/sv/svensk-filmdatabas/Item/?type=MOVIE&itemid=3216&ref=%2ftemplates%2fSwedishFilmSearchResult.aspx%3fid%3d1225%26epslanguage%3dsv%26searchword%3dhan+som+klara%27%26type%3dMovieTitle%26match%3dBegin%26page%3d1%26prom%3dFalse. Läst 8 april 2013.